# Нухинский уезд
Нухинский уезд — административная единица в составе Елизаветпольской губернии. Административный центр — город Нуха.

## История
Шекинский уезд был образован в 1840 году в составе Каспийской области. С 1846 года уезд был переименован в Нухинский и отнесён к Шемахинской губернии, в 1867 — к Елизаветпольской. В 1918 году уезд вошёл в состав АДР; впоследствии, в 1920 году, — Азербайджанской ССР. Упразднён в 1929 году.

## Население
Согласно ЭСБЕ население уезда в 1896 году составляло 94 767 чел. (51 552 мужчины и 43 215 женщин).
По данным первой всеобщей переписи населения Российской империи 1897 г. в уезде проживало 120 555 чел., в том числе в городе Нуха — 24 734 чел.
На территории уезда находились два последних компактных поселения этнических удин — Варташен и Нидж.
По переписи населения 1926 года население уезда составляло 107 049 чел., в том числе в Нухе — 22 944 чел.

### Национальный состав
| Год                     | Всего   | Татары (азербайджанцы) | Армяне           | Лезгинские народы | Удины         | Таты (горские евреи) | Великорусы (русские), малорусы (украинцы), белорусы | Грузины     | Литовцы     | Аваро-андийские народы | Евреи       | Персы       | Поляки      | Немцы      | Греки       | Молдаване и румыны | Курды и езиды | Остальные    |
| ----------------------- | ------- | ---------------------- | ---------------- | ----------------- | ------------- | -------------------- | --------------------------------------------------- | ----------- | ----------- | ---------------------- | ----------- | ----------- | ----------- | ---------- | ----------- | ------------------ | ------------- | ------------ |
| 1890-е (ориентировочно) | 94 767  | 66 147 (69,8 %)        | 14 878 (15,7 %)  | 4359 (4,6 %)      | 7392 (7,8 %)  | ---                  | ---                                                 | ---         | ---         | ---                    | ---         | ---         | ---         | ---        | ---         | ---                | ---           | 199 (0,21 %) |
| 1897                    | 120 555 | 83 578 (69,33 %)       | 18 899 (15,68 %) | 8740 (7,24 %)     | 7030 (5,83 %) | 1752 (1,45 %)        | 230 (0,19 %)                                        | 68 (0,06 %) | 68 (0,06 %) | 65 (0,05 %)            | 35 (0,03 %) | 30 (0,02 %) | 27 (0,02 %) | 7 (0,01 %) | 2 (<0,01 %) | 2 (<0,01 %)        | 1 (<0,01 %)   | 21 (0,02 %)  |

## Административное деление
В 1913 году в уезд входило 30 сельских правлений:
| - Алиарское — с. Алиар, - Ахпилакендское — с. Ахпилакенд, - Ашага-Гюйнукское — с. Гюйнук, - Баш-Гюйнукское — с. Баш-Гюйнук, - Бидендское — с. Биденд, - Биладжикское — с. Биладжик, - Бумское — с. Бум, - Вандамское — с. Вандам, - Варташенское — с. Варташен, - Дашбулагское — с. Дашбулаг, | - Дегнинское — с. Бенюк-Дегне, - Джаирлинское — с. Джаирлы, - Джалутское — с. Джалут, - Джунутское — с. Джунут, - Зараганское — с. Зараган, - Зарафское — с. Зараф, - Зекзитское — с. Зекзит, - Каладжукское — с. Каладжук, - Камерожанское — с. Камерожан, - Кохмухское — с. Кохмух, | - Кунгютское — с. Кунгют Верхний, - Куткашенское — с. Куткашен, - Кюснетское — с. Кюснет, - Ниджское — с. Нидж, - Охутское — с. Киш, - Падарское — с. Падар, - Султан-Нухинское — с. Султан-Нуха, - Флифлинское — с. Филифлы, - Халхалское — с. Халхал, - Хачмасское — с. Хачмаз. |

## Населённые пункты
Крупнейшие населённые пункты уезда (население, 1908 год)
| №  | Населённые пункты | Население, всего | в т.ч. Евреи | в т.ч. Армяне | в т.ч. Татары (азербайджанцы) |
| -- | ----------------- | ---------------- | ------------ | ------------- | ----------------------------- |
| 1  | Ашага-Кюнгут      | 1028             | 0            | 0             | 1028                          |
| 2  | Ашага-Гейнюк      | 1005             | 0            | 0             | 1005                          |
| 3  | Баш-Гёйнюк        | 5840             | 0            | 0             | 5840                          |
| 4  | Баш-Лайски        | 1250             | 0            | 0             | 1250                          |
| 5  | Бёюк-Дегне        | 1631             | 0            | 0             | 1631                          |
| 6  | Бум               | 1803             | 0            | 0             | 1803                          |
| 7  | Вандам            | 2290             | 0            | 0             | 2290                          |
| 8  | Варданлы          | 2290             | 0            | 0             | 2290                          |
| 9  | Варташен          | 3305             | 1102         | 1542          | 0                             |
| 10 | Дашбулаг          | 2431             | 0            | 2431          | 0                             |
| 11 | Джалут            | 1669             | 0            | 1669          | 0                             |
| 12 | Джугутляр         | 1140             | 1140         | 0             | 0                             |
| 13 | Зекзит            | 2723             | 0            | 0             | 2723                          |
| 14 | Каваджук          | 1434             | 0            | 0             | 1434                          |
| 15 | Кичик-Дегне       | 2602             | 0            | 0             | 2602                          |
| 16 | Киш               | 1488             | 0            | 0             | 1488                          |
| 17 | Кичик-Дегне       | 2602             | 0            | 0             | 2602                          |
| 18 | Куткашен          | 1810             | 0            | 0             | 1810                          |
| 19 | Мухас             | 1284             | 0            | 0             | 1284                          |
| 20 | Нидж              | 7657             | 0            | 3500          | 594                           |
| 21 | Нуха              | 29874            | 0            | 5055          | 24126                         |
| 22 | Охут              | 1280             | 0            | 0             | 1280                          |
| 23 | Сабатлы           | 2093             | 0            | 2093          | 0                             |
| 24 | Тикянлы           | 1303             | 0            | 0             | 1303                          |
| 25 | Халхал            | 1507             | 0            | 0             | 1507                          |
| 26 | Хачмаз            | 5995             | 0            | 0             | 5995                          |